# Eugénie Grandet (1994)
Eugénie Grandet ist ein französischer Film aus dem Jahr 1994 von Jean-Daniel Verhaeghe nach dem Roman Eugénie Grandet von Honoré de Balzac.

## Handlung
Mitte des 19. Jahrhunderts in Saumur an der Loire: An ihrem 13. Geburtstag machen die benachbarten Familien der Eugénie Grandet ihre Aufwartung. Während die weltgewandte Bankiersgattin Lucienne des Grassins ihren Sohn Adolphe mit der jungen Böttcherstochter verheiraten will, setzt Abbé Cruchot seinen Neffen auf Eugénie an, denn Eugénies Vater, ein Geizhals, hat ein beträchtliches Vermögen angehäuft. An diesem Abend taucht auch Eugénies Cousin Charles auf. Nach dem Selbstmord seines bankrotten Vaters sucht er Hilfe bei den Grandets. Als Monsieur Grandet die finanzielle Lage von Charles erkennt, schickt er ihn fort. Doch Eugénie, die sich in ihren Cousin verliebt hat, gibt ihm ihr erspartes Geld. Als Vater Grandet das erfährt, sperrt er Eugénie ein, seine Frau stirbt darüber vor Kummer. Nach dem Tod des Geizhalses Grandet intrigieren die Des Grassins und Cruchots weiterhin um das Vermögen der Erbin.

## Hintergrund
Jean-Daniel Verhaeghes Verfilmung des Romans von Balzac erhielt mehrere 7 d’or, einer Auszeichnung für den französischen Fernsehfilm. Die Hauptrollen des Films sind exzellent besetzt: Jean Carmet spielt den Vater der Heldin, die von Alexandra London verkörpert wird. Mit Dominique Labourier als Mutter Eugénies sowie Claude Jade und Pierre Vernier als Intrigen spinnendem Ehepaar Des Grassins ist das elegante Ensemble einer der Vorzüge des in Ausstattung und seinem Ton präzisen Films.
Das Filmlexikon schreibt:

„Erneute Verfilmung eines der berühmtesten Romane der Weltliteratur, der am Einzelschicksal den sozialen Wandel einer Gesellschaft und dessen Folgen beschreibt. Der Film zeichnet den Egoismus der Personen ebenso wie das schwer einzuordnende Wesen der vermögenden Braut, die zwischen Opferbereitschaft, Leidenschaft und Herablassung schwankt.“

## Auszeichnungen
- 7 d’or als bester TV-Film 1995
- 7 d’or für den besten Schauspieler an Jean Carmet
- 7 d’or für die beste Musik an Michel Portal